# Geron senilis
Geron senilis är en tvåvingeart som först beskrevs av Fabricius 1794.  Geron senilis ingår i släktet Geron och familjen svävflugor. Inga underarter finns listade i Catalogue of Life.